# Інститут іноземної філології ВНУ імені Лесі Українки
Інститут іноземної філології Волинського національного університету імені Лесі Українки — навчальний підрозділ Волинського національного університету імені Лесі Українки, завданням якого є підготовка студентів з іноземних мов (англійською, французької та німецької), а також прикладної лінгвістики англійської та німецької мов.

## Історія
Факультет романо-германської філології було утворено на базі факультету англійської мови Луцького державного педагогічного інституту імені Лесі Українки, що був відкритий 1962 року.

## Загальна інформація
На теперішній час[коли?] на факультеті працює 110 викладачів, 4 доктора наук, 57 кандидатів наук та 3 професора.
Факультет обладнано трьома комп'ютерними класами, працює лінгафонний кабінет, три ресурсні центри.

## Структура
Факультет структурно складається з 7 кафедр.
- Прикладної лінгвістики
- Англійської філології
- Практики англійської мови
- Німецької філології
- Романських мов та інтерлінгвістики
- Іноземних мов гуманітарних спеціальностей
- Іноземних мов природничо-математичних спеціальностей

### Кафедра прикладної лінгвістики
За спеціальністю «прикладна лінгвістика» університет розпочав підготовку фахівців від 1 вересня 1992 року. Рішенням МАК від 18 червня 1993 року в університеті на базі факультету романо-германської філології була створена кафедра прикладної лінгвістики.. В січні 1998 року спеціальність 8.030504 отримала сертифікат ДАК Міністерства освіти України з найвищим 4 рівнем акредитації.
Кафедра обслуговує спеціальність 7.030505 і є відповідальною за підготовку і випуск бакалаврів філології (6.030500) і спеціалістів (7.030505) з присвоєнням кваліфікації: лінгвіст (англійська та німецька мови), програміст прикладний.
Завідувачі кафедри:
- 1992—2003 — к.ф.н., професор Кікець Микола Ігорович;
- 2003—2006 — к.ф.н., доцент Рогач Оксана Олексіївна;
- 2006—2012 — к.ф.н., професор Олікова Марія Олександрівна;
- 2012 — дотепер — д.ф.н., професор Біскуб Ірина Павлівна.

Станом на 1 березня 2012 року на кафедрі працює: 15 штатних викладачів, з них 3 мають докторський ступінь: доктор філологічних наук, професор Біскуб Ірина Павлівна; доктор філологічних наук, професор Жуйкова Маргарита Василівна; доктор математичних наук Румунії, професор Даніель Альберт Шерік.
При кафедрі прикладної лінгвістики діє стаціонарна та заочна аспірантура. На кафедрі працюють здобувачі, проходять наукове стажування викладачі волинських вишів. Випускники займаються науковим пошуком в аспірантурі зі спеціальностей: АСУ та прогресивні інформаційні технології, германські мови, загальне мовознавство, структурна, прикладна та математична лінгвістика. Починаючи з 2-го семестру, вводиться друга іноземна мова, а математика та інші спеціальні дисципліни викладаються англійською.
Силами викладацького складу кафедри підготовлено та видано навчальні посібники та довідники для студентів спеціальності «Прикладна лінгвістика», серед яких особливу увагу заслуговують «Use of the Article» (1998), «Англо-український словник з програмування і математики» (1998), «Безмежні можливості Internet» (1999), «Довідник англійських, німецьких та українських ідіом і виразів» (2000), «Посібник з англійських фразеологізмів» (2001), «New Information Technology of the 21st century» (2001), «Speak Authentic English» (2003), а також 2 монографії. Старший викладач кафедри прикладної лінгвістики Карпусь І. В. у 2003 році одержав патент України № 6325.
Силами студентів започатковано студентське наукове товариство прикладної лінгвістики, працює наукова проблемна група «Сучасні аспектологічні студії», проходять постійні заняття гуртків по вивченню іспанської мови, мови есперанто, працює лабораторія фонетики і просодики «Training Ear».

## Співпраця
Інститут іноземної філології ВНУ імені Лесі Українки співпрацює з низкою вищих навчальних закладів країн Європи та США, а також громадських та академічних установ: Люблінським університетом імені Склодовської-Кюрі (Польща), Вищою державною професійною школою м. Замосця (Польща), Університетом прикладних наук (м. Лємго, Німеччина), Вищою професійною школою (м. Фехта, Німеччина), Страсбурзькою Вищою школою (м. Страсбург, Франція), університетом Марка Блока (м. Страсбург, Франція), Французьким Альянсом, Корпусом миру США в Україні, Німецькими центрами академічних обмінів DAAD та KAAD, Гете Інститутом, Британською радою, Американським Домом, Французьким культурним центром (м. Львів), Американською громадською організацією «Глобальне лідерство» (м. Атланта, США), Україно-американською освітньою організацією «Міжнародний шкільний проект».